# Кофи (окръг, Канзас)
Окръг Кофи (на английски: Coffey County) е окръг в щата Канзас, Съединени американски щати. Площта му е 1696 km², а населението - 8701 души. Административен център е град Бърлингтън.